# Coal Grove, Ohio
Coal Grove là một làng thuộc quận Lawrence, tiểu bang Ohio, Hoa Kỳ. Năm 2010, dân số của làng này là 2165 người.

## Dân số
- Dân số năm 2000: 2027 người.
- Dân số năm 2010: 2165 người.